# Krivčevo
Krivčevo – wieś w Słowenii, w gminie Kamnik. W 2018 roku liczyła 123 mieszkańców.